# Чэнь Фэй
Чэнь Фэй (кит. упр. 陈飞, пиньинь Chén Fēi, р.30 октября 1990) — китайская дзюдоистка, призёрка чемпионатов Азии и Азиатских игр.
Родилась в 1990 году в Тяньцзине. В 2010 году завоевала бронзовую медаль Азиатских игр. В 2011 году стала бронзовым призёром чемпионата Азии. В 2012 году приняла участие в Олимпийских играх в Лондоне, где сумела подняться до 5-го места. В 2013 году выиграла Восточноазиатские игры. В 2014 году стала бронзовой призёркой Азиатских игр.